# Myloplus
Genre
Myloplus est un genre de poissons d'eau douce appartenant à la famille des Serrasalmidae et à l'ordre des Characiformes.

## Liste d'espèces
Selon FishBase (26 juin 2015):
- Myloplus planquettei Jégu, Keith & Le Bail, 2003
- Myloplus rubripinnis (Müller & Troschel, 1844)

### Note
Selon ITIS:
- Myloplus planquettei Jégu, Keith et Le Bail, 2003
- Myloplus rubripinnis (Müller et Troschel, 1844)
- Myloplus schulzei Ahl, 1938
- Myloplus ternetzi (Norman, 1929)
- Myloplus tiete (Eigenmann et Norris, 1900)

## Galerie

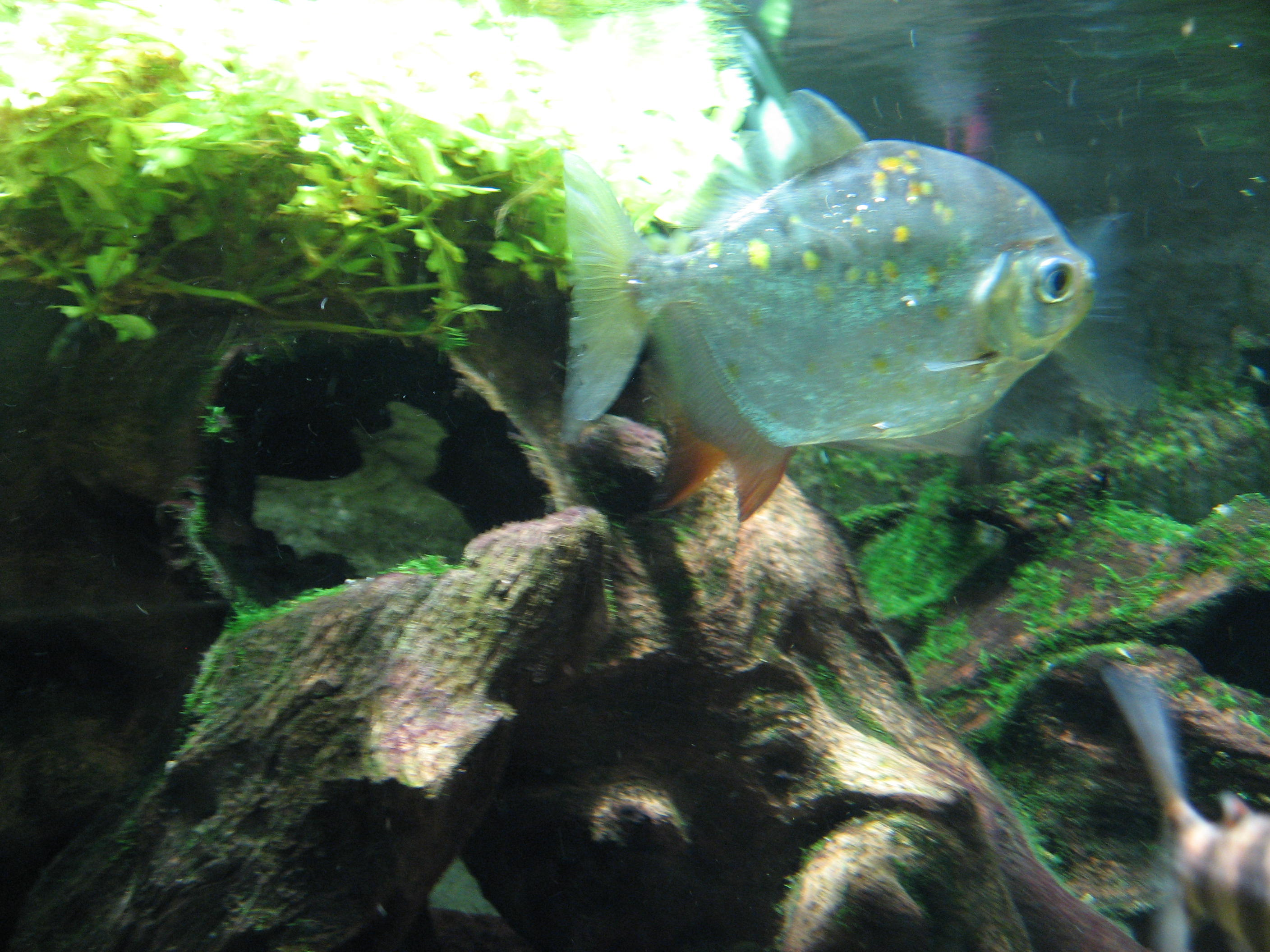
Myloplus rubripinnis
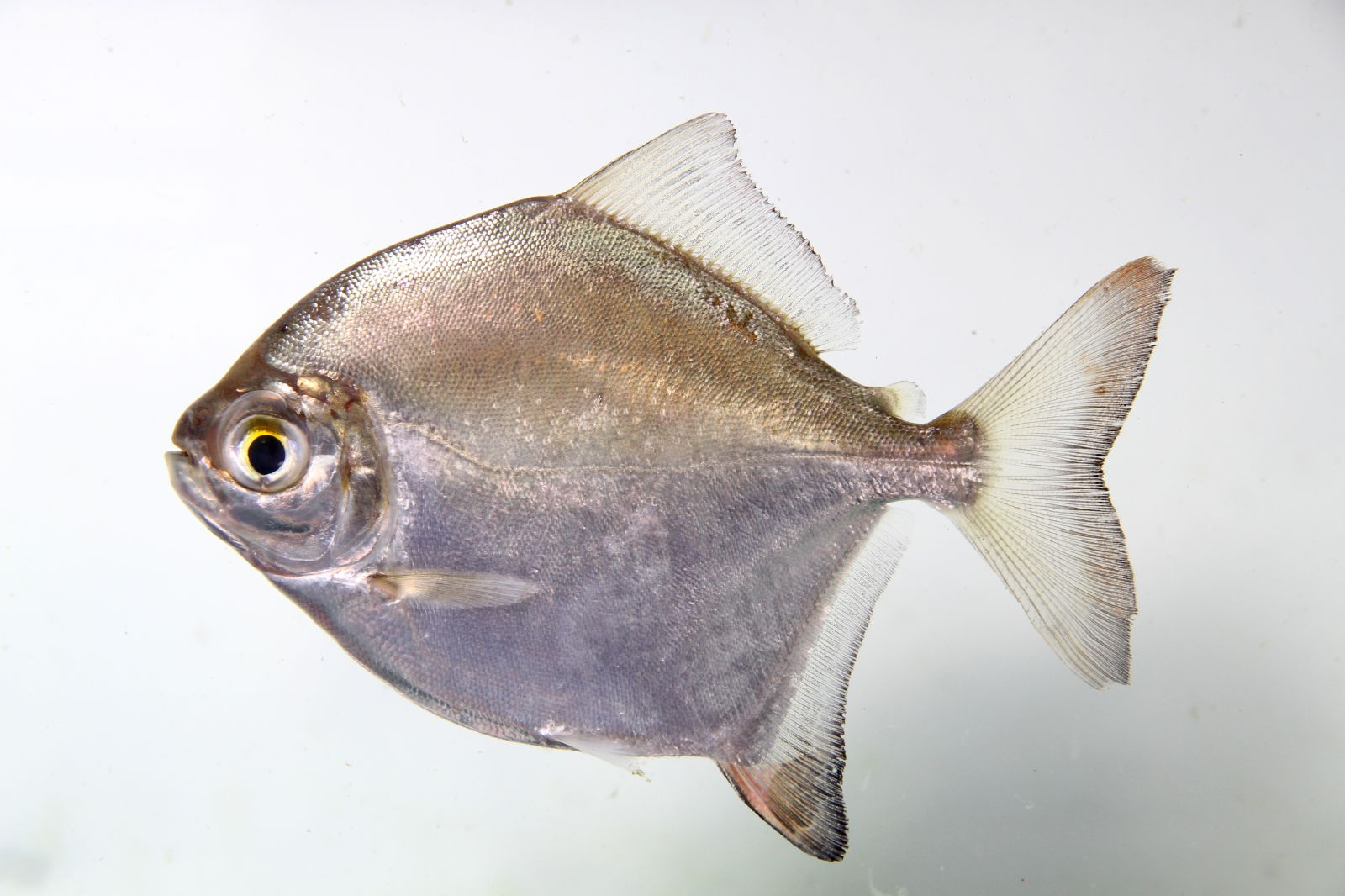
Myloplus rubripinnis